# Хильчевский, Виктор Александрович
Виктор Александрович Хильчевский (род. 3 августа 1948, Сухуми, Абхазская АССР) — министр энергетики, транспорта и связи (с 2014), вице-премьер Правительства Республики Абхазия.

## Биография
Родился 3 августа 1948 года в городе Сухуми.
С 1955 по 1966 годы обучался в средней школе № 14 имени Чехова.
С 1967 по 1971 годы обучался на дорожном факультете Московского автомобильно-дорожного института.
15 октября 2014 года указом президента Абхазии за № 235 назначен министром энергетики, транспорта и связи Республики Абхазия и вице-премьером Правительства Республики Абхазия.